# Julianna Holszańska
Julianna Holszańska – wielka księżna litewska, druga żona Witolda Kiejstutowicza.

## Biografia
Jej pierwszym mężem był Iwan Karaczewski. Według kronikarzy Jana von Posilge i Jana Długosza Iwan został zamordowany. Po owdowieniu Julianna prawdopodobnie  nawróciła się na katolicyzm z wiary prawosławnej, aby poślubić Witolda Kiejstutowicza. Po udzieleniu dyspensy małżeńskiej przez papieża Marcina V doszło do ślubu, przed świętami Bożego Narodzenia w 1418 roku. Witold zmarł w październiku 1430 roku. Dalsze losy księżnej po śmierci drugiego męża są nieznane.